# 大拉维耶
大拉维耶（法語：Grand-Laviers，法語發音：[ɡʁɑ̃ lavje]）是法国上法蘭西大區索姆省的一个市镇，属于阿布维尔区。

## 地理
大拉维耶（50°7'48"N, 1°47'3"E）面积9.5 平方千米，位于法国上法蘭西大區索姆省，该省份为法国北部沿海省份，北起加来海峡省和北部省，西接滨海塞纳省和大西洋英吉利海峡，南至瓦兹省，东临埃纳省。
与大拉维耶接壤的市镇（或旧市镇、城区）包括：阿布维尔、比尼圣马克卢、康布龙、大波尔、赛涅维尔。

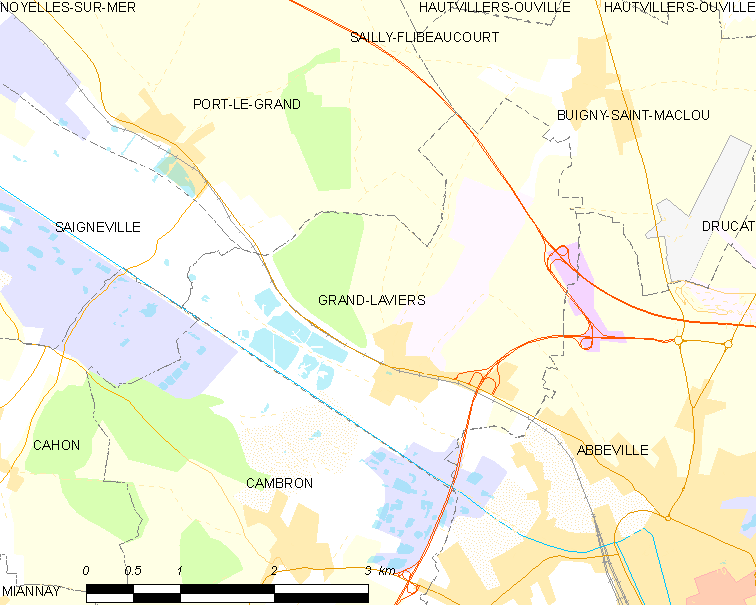
大拉维耶的OSM定位图

大拉维耶的时区为UTC+01:00、UTC+02:00（夏令时）。

## 行政
大拉维耶的邮政编码为80132，INSEE市镇编码为80385。

## 政治
大拉维耶所属的省级选区为阿布维尔第一县。

## 人口

1962-2008年间大拉维耶人口变化图示

大拉维耶于2022年1月1日时的人口数量为462人。